# La gaia scienza
La gaia scienza (in tedesco Die fröhliche Wissenschaft) è un libro di argomento filosofico, composto esclusivamente da aforismi di media e breve lunghezza, scritto dal pensatore tedesco Friedrich Nietzsche.
Pubblicato per la prima volta nel 1882 e successivamente riproposto con aggiunte in una seconda edizione (con il sottotitolo «la gaya scienza») nel 1887, è un'opera che occupa una posizione mediana nella produzione filosofica di Nietzsche, scritto dopo Aurora e prima di Così parlò Zarathustra, generalmente ritenuto un libro cerniera, ovvero quello che segna il passaggio dal cosiddetto periodo positivista (o della fase dello spirito libero) dell'autore, all'ultima e più compiuta fase del suo pensiero. Ancora nel 1888 Nietzsche indicava i suoi "libri di mezzo", Aurora e La gaia scienza, come le sue opere più personali e quelle che più gli erano "simpatiche".

## Origine del titolo
Il titolo proviene da un'espressione coniata originalmente dai trovatori provenzali del XII secolo per definire l'arte della poesia.
La stessa espressione era stata già usata più volte nel corso del XIX secolo da altri autori, tra i quali Ralph Waldo Emerson, di cui Nietzsche conosceva bene i Saggi.
Ciò nonostante, Nietzsche usa questa espressione con un riferimento diretto alla tradizione trobadorica provenzale e non a rielaborazioni successive.

In Ecce Homo scrivendo della Gaia Scienza, a proposito delle Canzoni del Principe Vogelfrei, si trova:
« [...] il concetto provenzale della gaya scienza, quell'unità di cantore, cavaliere e libero pensatore con cui la meravigliosa precoce cultura provenzale si staglia su tutte le culture dell'ambiguità; e l'ultima poesia "Al Mistral", una ballata sfrenata in cui, con permesso!, si danza al di sopra della morale, è un perfetto provenzalismo.- ».
Ancora più indicativo dell'apprezzamento della tradizione trobadorica è questo aforisma di Al di là del bene e del male:
« [...] l'arte e l'entusiasmo della venerazione, dell'abnegazione, sono il normale indizio di un pensiero e una capacità di valutazione aristocratici.– Da qui non si può fare a meno di capire perché l'amore come passione – è la nostra specialità europea – ha senz'altro origine dalla nobiltà: è noto che la sua scoperta spetta ai poeti-cavalieri provenzali, a quegli splendidi ingegnosi uomini del "gai saber" cui l'Europa deve tante cose e quasi se stessa.- »

## Genesi e composizione
Nell'estate del 1881 Nietzsche soggiornò per la prima volta a Sils-Maria in Engandina, questa sarebbe diventata dal 1883 al 1888 la sua residenza estiva. Fu un periodo di intensa riflessione, in particolare coincise con la "scoperta" di Spinoza che ritenne un suo precursore («e che razza di precursore!», scrisse in una lettera a Overbeck). Fu anche un periodo di grandi sofferenze, in cui lunghissimi attacchi di mal di testa e vomito si alternavano a momenti di euforia e scoperte intellettuali. Tra queste bisogna mettere soprattutto l'eterno ritorno delle cose, che diventerà «il nuovo centro di gravità» della sua filosofia.

Le riflessioni sulla dottrina di Spinoza (la negazione del male e del libero arbitrio, della verità delle finalità morali, dell'ordinamento morale del mondo), come l'eterno ritorno e l'apparizione di Zarathustra («- E Zarathustra mi si parò innanzi...») confluiscono nella Gaia Scienza.

D'altra parte la Gaia Scienza fu anche l'attuazione del progetto di continuare la sua opera precedente, cioè Aurora.
A Genova, nel dicembre di quello stesso 1881, Nietzsche iniziò la stesura e il manoscritto fu inviato a Peter Gast a Venezia il 28 gennaio 1882, denominato come "continuazione di Aurora". Solo poco dopo Nietzsche optò per il titolo «La Gaia Scienza».
Nel giugno del 1882, a Naumburg (dove Nietzsche soggiornava presso la sua famiglia), iniziò la preparazione del manoscritto per la stampa, che terminò a Tautenberg in luglio.

Le prime copie stampate presso l'editore Ernst Schmeitzner erano disponibili il 20 agosto di quell'anno. Fu tirato in mille esemplari e, come le opere di Nietzsche che lo precedettero, il libro incontrò uno scarso interesse di critica e pubblico. Della prima edizione furono vendute solo circa duecento copie fino al 1886.
Dopo la pubblicazione di Al di là del bene e del male nel 1886, Nietzsche intraprese una nuova edizione delle sue opere maggiori presso l'editore E. W. Fritzsch e aggiunse alla Gaia Scienza, come già detto, la Prefazione, il quinto libro e le Canzoni del principe Vogelfrei.

La Prefazione e il quinto libro furono composti nell'autunno dello stesso 1886, le Canzoni del principe Vogelfrei risultano principalmente dalla rielaborazione degli "Idilli di Messina", con l'importante aggiunta successiva di Al Mistral.

## Struttura e contenuti

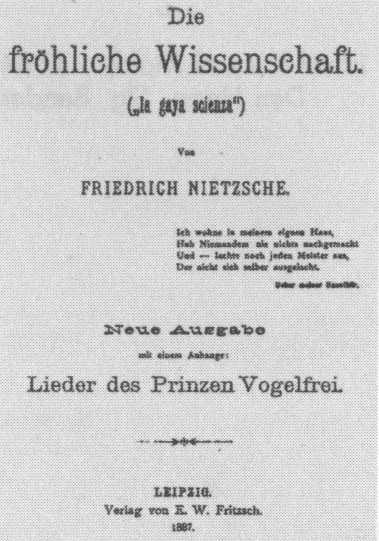
Frontespizio dell'edizione del 1887

Il frontespizio della prima edizione del 1882 recava in epigrafe una citazione dai saggi di Emerson:
«Per il poeta e per il saggio tutte le cose sono care e venerabili, ogni esperienza è utile, ogni giorno è salvifico, ogni uomo è divino.»
Emerson è sostituito dallo stesso Nietzsche sul frontespizio della seconda edizione con questi suoi versi:
« Vivo nella mia propria casa
Mai ho imitato qualcuno
E – derido qualsiasi maestro
Che non si derida da sé
(Sopra la porta di casa mia) »
Prendendo a riferimento la seconda edizione, la Gaia Scienza si compone di:

### "Scherzo, perfidia e vendetta". Preludio in rime tedesche
È una raccolta di 63 epigrammi.

### Libro primo (aforismi 1-56)
In questa 1ª parte dell'opera le possibilità della conoscenza ed il ruolo e le prestazioni dell'impresa scientifica iniziano a venir intese da un punto di vista problematico, anche da quello di una possibile realtà del "male". Le varie sezioni di cui è composto mettono in campo questioni di epistemologia, filosofia della scienza e psicologia in termini di filosofia della mente.
I primissimi aforismi trattano gl'insegnamenti riguardanti lo "scopo dell'esistenza"; qui uno scetticismo fondamentale sulla possibilità d'insegnare qualcosa su eventuali fini ultimi è palese. Seguono una serie di aforismi che parlano del concetto di "coscienza intellettuale"; più oltre si cercherà di stabilire un modello per una scienza della morale.

### Secondo libro (aforismi 57-107)
Discute su realtà, apparenza ed arte. Questa parte si occupa in particolar modo di questioni riguardanti la creazione dell'opera d'arte e sugli artisti in generale. Gli aforismi 60-75 sono una riflessione sulle donne e i rapporti di genere; il resto sono riflessioni sulla cultura degli antichi greci, vari commenti sugli scrittori del XVIII-XIX sec. (come ad esempio un intero capitolo dedicato a Nicolas Chamfort). Include anche una serie di controversie con autori che avevano precedentemente assunto un ruolo di modelli per Nietzsche, ovvero Arthur Schopenhauer e Richard Wagner.

### Terzo libro (aforismi 108-275)
Parla delle "ombre di dio", in cui bisogna includere l'idea di cosmo (ovverosia di un universo governato da leggi prestabilite), ma anche la scienza e la logica. Contiene inoltre il celebre aforisma in forma di parabola sulla morte di Dio.
Principalmente dedicato a questioni religiose e di morale, seguite da alcune sezioni in cui si trattano argomenti epistemologici. I brevi aforismi 268-275 sono costituiti da un botta e risposta che accennano temi centrali della personale filosofia di vita dell'autore.

### Quarto libro. Sanctus Januarius (aforismi 276-342)
Il sottotitolo si riferisce al gennaio del 1882, «il più meraviglioso dei mesi di gennaio ch'io abbia mai vissuto» e si conclude con il tramonto di Zarathustra. Questa è la parte del libro più ricolma di argomenti e riflessioni introspettive e di ricerca di sé. Inizia con un'auto-richiesta di affermazione della vita e del pensiero, attraverso l'amor fati. L'aforisma 341 introduce per la prima volta l'idea della ricorrenza eterna di tutte le cose, esattamente allo stesso modo in cui sono avvenute in passato (eterno ritorno): formulata sia come un fatto della Natura che in forma simbolica. L'aforisma 342, l'ultimo della 1ª edizione del libro, è anche l'incipit di Così parlò Zarathustra.

### Quinto libro. Noi senza paura (aforismi 343-383)
Assieme alla Prefazione e all'appendice poetica, fu aggiunto alla seconda edizione datata 1887. e si può definire come il libro dei "buoni Europei".
Tratta in primo luogo il problema del nichilismo da varie angolazioni, seguito da alcune riflessioni sulla progressiva svalutazione e svuotamento dei valori fino ad allora considerati sacri ed immutabili, oltre che dell'auto-superamento della concezione morale del mondo.
Gli aforismi 354-355 parlano dell'origine della coscienza e della cognizione, simili nella metodologia a tutta la successiva trattazione in Genealogia della morale.
L'aforisma 357 si chiede «Che cosa è tedesco?» continuando la riflessione su Schopenhauer ed il suo intrinseco pessimismo, proseguendo poi nel 370 chiedendosi «Che cos'è il Romanticismo?»; mentre l'aforisma 358 interpreta la riforma protestante di Martin Lutero come una rivolta contadina della mente. A questi s'aggiungono testi che ne problematizzano la comprensibilità effettiva (la cosiddetta verità è un'interpretazione).
L'aforisma 377, dal titolo "Noi senza patria", fornisce una esaustiva ed affascinante raffigurazione dell'idea di buoni europei.
Con l'aforisma 382 si mette di fronte al concetto di "grande salute", come una sorta di nuovo ideale universale a cui mirare e facendo riferimento alla figura di Zarathustra.

### Appendice. Canti del Principe Vogelfrei (14 poesie)
Consistono principalmente in nuove versioni dei precedenti Idilli di Messina, con l'aggiunta di altri testi originali.